# Władysław Żłobicki
Władysław Żłobicki (ur. 3 kwietnia 1880 w Białej k. Tarnopola, zm. 15 października 1942 w Warszawie) – pedagog, urzędnik oświatowy, elektryk.

## Życiorys
Ojciec jego Jan był kierownikiem jednoklasowej szkoły w Białej, w której w roku 1886 Władysław Żłobicki rozpoczął edukację. Naukę kontynuował w Szkole Ludowej Pospolitej Etatowej Męskiej w Tarnopolu. W latach 1891–1899 uczęszczał do C. K. Gimnazjum w Tarnopolu, gdzie w 1899 ukończył VIII klasę, zdał maturę z wynikiem celującym i 8 sierpnia 1899 otrzymał świadectwo dojrzałości. W latach 1899–1903 studiował na Wydziale Filozoficznym Uniwersytetu Lwowskiego. Działał w Związku Akademików z Tarnopola. Był członkiem zwyczajnym Czytelni Akademickiej, aktywnie pracując w kole matematyczno-fizycznym. Po studiach od września 1903 do czerwca 1905 pracował jako asystent fizyki na Uniwersytecie Lwowskim. Należał do Polskiego Towarzystwa Przyrodników im. Kopernika. Rada Szkolna Krajowa powierzyła mu stanowisko zastępcy nauczyciela (suplenta) w C. K. II Gimnazjum we Lwowie. 10 października 1904 zdał egzamin nauczycielski z matematyki i fizyki przed Cesarsko Królewską Naukową Komisją Egzaminacyjną dla Kandydatów Stanu Nauczycielskiego przy Uniwersytecie Lwowskim. 19 czerwca 1905 Minister Wyznań i Oświaty w Wiedniu mianował go nauczycielem zwyczajnym w C. K. Gimnazjum w Podgórzu koło Krakowa. 30 lipca 1907 Minister Wyznań i Oświaty w Wiedniu, wyróżniając dobrze zapowiadającego się nauczyciela, przeniósł go do C. K. pogGimnazjum św. Anny w Krakowie, w którym uczył matematyki i fizyki, a ponadto w latach 1907–1909 kierował nauką fizyki oraz sprawował opiekę nad praktykantami. 17 grudnia 1908 uzyskał stabilizację w zawodzie i tytuł profesora. W 1910 objął kierownictwo w Prywatnym Seminarium Nauczycielskim Żeńskim im. Franciszka Preisendanza w Krakowie na Groblach. Rozporządzeniem Prezydium Rady Szkolnej Krajowej z 6 lipca 1911 został przydzielony do służby w Radzie Szkolnej Krajowej. W latach 1914–1916 sprawował funkcję dyrektora I Gimnazjum Męskiego im. Mikołaja Kopernika, przy ul. Kamiennej 2 (później ul. Ludwika Kubali 2–4), typu matematyczno-przyrodniczego. 4 lipca 1916 rozporządzeniem austriackiego MWiO na życzenie c.k. Naczelnej Komendy Armii, Żłobicki został przydzielony do służby w Referacie Szkolnym c.k. Wojskowego Generalnego Gubernatorstwa w Lublinie. Wraz z innym pracownikami koordynował proces wznawiania nauki w szkołach oraz usuwania skutków zaniedbań i wieloletniej rusyfikacji Na bazie tego Referatu ukształtowały się później władze oświatowe niepodległej Polski. Na początku 1917 był w grupie doradców opiniujących projekty utworzonej przez Polaków – Tymczasowej Rady Stanu, został inspektorem szkolnym i przeniósł się z Lublina do Warszawy. Został szefem, powstałej na bazie lubelskiego Referatu Szkolnego, Sekcji w Departamencie Wyznań Religijnych i Oświecenia Publicznego. W styczniu i lutym 1918 Departament przekształcił się w Ministerstwo Wyznań Religijnych i Oświecenia Publicznego, a Żłobicki, na mocy decyzji ministra Antoniego Ponikowskiego, pozostał na dotychczasowym stanowisku. Po odzyskaniu przez Polskę niepodległości w listopadzie 1918 minister WRiOP powołał Żłobickiego do pracy w Ministerstwie na stanowisko dyrektora I Departamentu – Szkolnictwa Ogólnokształcącego. W 1921 podlegały mu wydziały: Wychowania Przedszkolnego, Szkolnictwa Powszechnego, Szkolnictwa Średniego, Seminariów, Oświaty Pozaszkolnej i Wydawnictw. Departamentem I Ministerstwa WRiOP kierował w latach 20. i 30. XX wieku. Funkcję dyrektora departamentu sprawował do stycznia 1931. W 1932 włączył się w prace nad wdrażaniem reformy oświatowej, tzw. jędrzejewiczowskiej. Wraz z młodszym kolegą z czasów gimnazjalnych Karolem Adwentowskim, wydali podręczniki: Przyroda martwa. Dla VII klasy szkół powszechnych (1932), Wiadomości z fizyki i chemii. Cz.1 dla klasy V szkoły powszechnej (1933), Przyroda martwa dla klasy VI szkół powszechnych (1935), Podręcznik do nauki o przyrodzie martwej dla klasy VI szkół powszechnych drugiego stopnia: kurs A (1938), Podręcznik do nauki o przyrodzie martwej dla klasy VI szkół powszechnych trzeciego stopnia (1938), natomiast z K. Adwentowskim i Delfiną Gayówną – Podręcznik do nauki o przyrodzie żywej i martwej. Dla klasy VI szkoły powszechnej. Z książek tych korzystała młodzież do końca lat 40. XX wieku.
Został pochowany na cmentarzu Stare Powązki, kwatera 229-1-13.

## Ordery i odznaczenia
- Krzyż Komandorski Orderu Odrodzenia Polski – 2 maja 1923 „w uznaniu zasług, położonych w dziedzinie szkolnictwa powszechnego”[8][9]
- Krzyż Kawalerski Orderu Franciszka Józefa z dekoracją wojenną (1918) „w uznaniu znakomitej służby w specyalnem użyciu”[10]

## Publikacje
- Żłobicki W., Über die Theorien der galvanischen Elemmente (O teorii ogniw galwanicznych) /w:/ Jahresbericht des k.k. Zweiten Obergymnasiums in Lemberg für das Schuljahr 1904, Lwów 1904, s. 3–61
- Żłobicki W., Wiek pary i elektryczności, Biblioteka „Macierzy Polskiej” Nr 34, Lwów 1906
- Żłobicki W., Pomiary napięcia powierzchniowego metodą małych baniek, Rozprawy Akademii Umiejętności, 1906, 46 A, s. 181–232
- Żłobicki W., Wpływ radu na przewodnictwo elektryczne roztworów koloidalnych, Rozprawy Akademii Umiejętności, 1907, 7A, s. 153–166
- Żłobicki W., Wiadomości z fizyki – dla III. i IV. klasy szkół średnich, Wydawnictwo K. S. Jakubowskiego, Lwów 1913.
- Żłobicki W., Wiadomości z fizyki, Wyd. III, Wydawnictwo K. S. Jakubowskiego, Lwów 1920
- Żłobicki W., Wiadomości z fizyki, Wyd. VI Wydawnictwo K. S. Jakubowskiego, Lwów 1922
- Żłobicki W., Wiadomości z fizyki, Wyd. VII, Wydawnictwo K. S. Jakubowskiego, Lwów 1926
- Żłobicki W., Wiadomości z fizyki, Wyd. VIII, Wydawnictwo K. S. Jakubowskiego Sp. z o.o., Lwów 1927
- Żłobicki W., Potrzeby szkolnictwa powszechnego i ich finansowanie przez samorządy i państwo w najbliższej przyszłości, Warszawa 1930
- Żłobicki W., Adwentowski K., Przyroda martwa. Dla VII klasy szkół powszechnych, Wydawnictwo K. S. Jakubowskiego, Lwów 1932
- Żłobicki W., Adwentowski K., Wiadomości z fizyki i chemii. Cz.1 dla kl. V szkoły powszechnej, Wydawnictwo K. S. Jakubowskiego, Lwów 1933
- Gayówna D., Żłobicki W., Adwentowski K., Podręcznik do nauki o przyrodzie żywej i martwej. Dla klasy VI szkoły powszechnej, Wydawnictwo K. S. Jakubowskiego. Lwów i „Nasza Księgarnia”, Warszawa 1934.